# Літній туризм

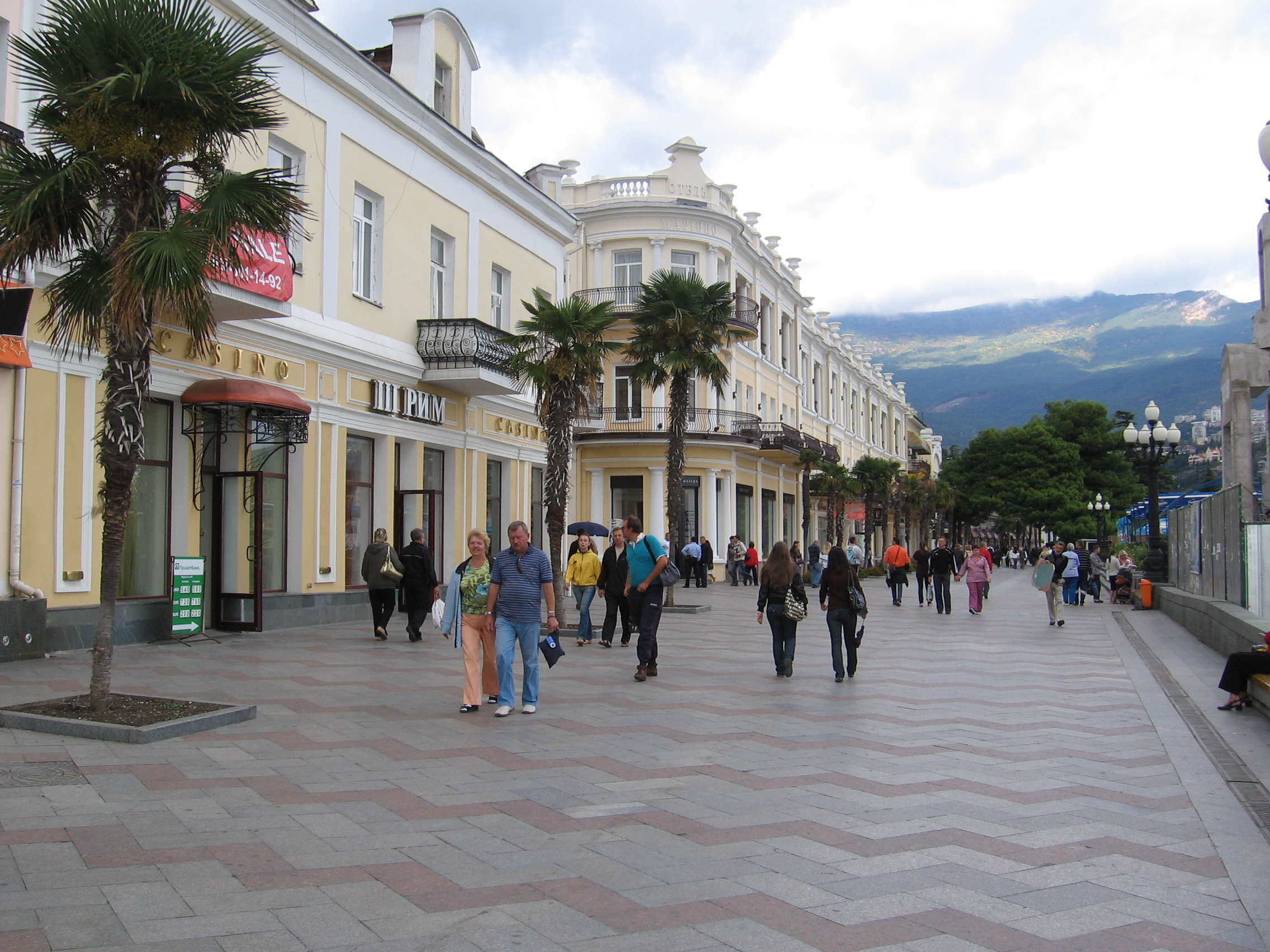
Ялта — «туристична столиця» Криму. Ялтинська набережна.

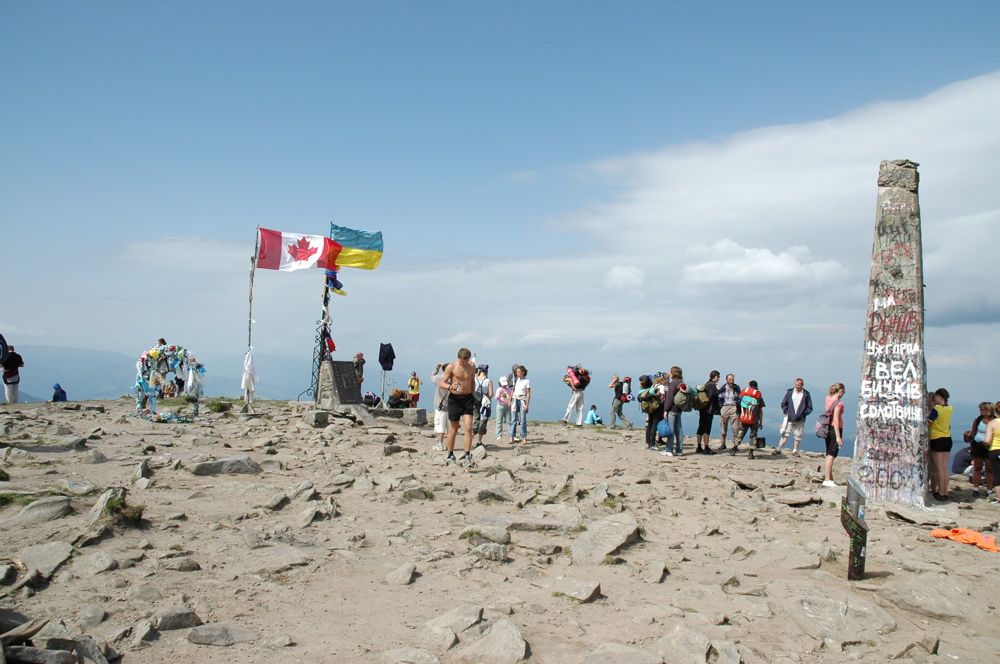
Карпати. Колективне сходження на Говерлу. 20 серпня 2006

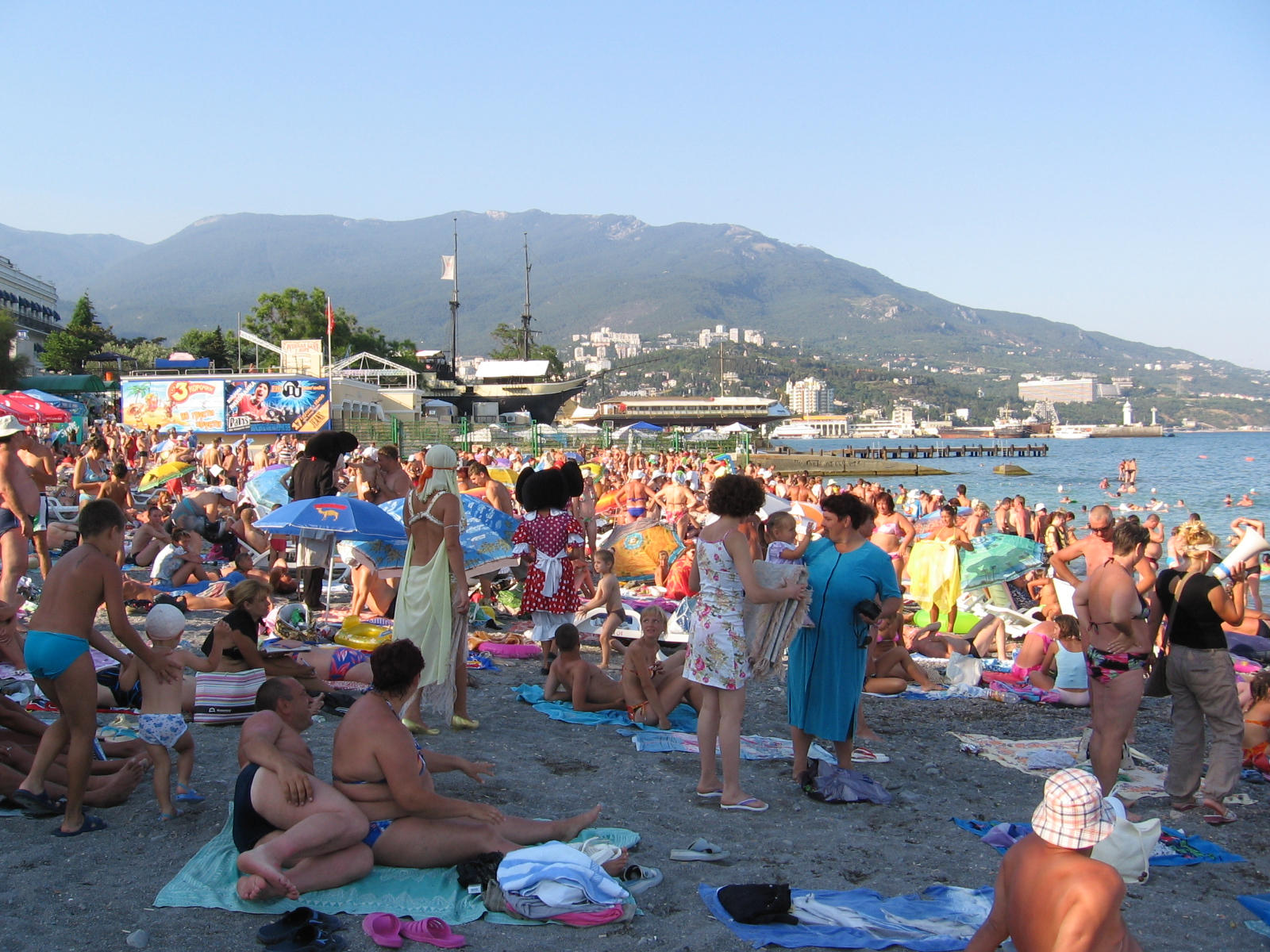
Ялтинський пляж. 2009.

Літній туризм (зелений туризм) — це відвідування туристської місцевості у літню пору року.
Літній період — найсприятливіший для організації рекреаційної діяльності людей і відповідно характеризується максимальною щільністю туристів і найкомфортнішими умовами для рекреації, до того ж, це час дії найвщих тарифів на туристичний продукт і послуги.
Найпопулярнішими країнами для літнього відпочинку ВТО визнано:
- 1. Греція (влітку туристи активно відвідують пляжі, монастирі, фестивалі, винні підвали та археологічні пам'ятники. Крім цього Греція отримала 383 Блакитні Прапори, які присуджуються пляжам за 27 категоріями, включаючи чистоту прибережних вод, безпеку відпочивальників, розвинену пляжну інфраструктуру).
- 2. Кіпр (кіпрські пляжі вважаються одними з найкращих. На Кіпрі влітку проходить чимало фестивалів та національних свят).
- 3. Хорватія (хорватський літній туризм пов'язаний з Адріатичним морем, яке біля берегів Хорватії вважається найчистішим у світі. Тут розташовано безліч заповідників і лісопарків, а берегова лінія порізана маленькими бухточками).
- 4. Туреччина (турецький літній туризм тримає планку найпривабливішого узбережжя для відпочинку з дітьми. Тут море без медуз і акул, дрібні піщані пляжі, дитячі басейни, водні гірки, аквапарки, дитячі міні-клуби, невтомні аніматори і веселі шоу-програми, рафтинг, підводне плавання, віндсерфінг, гольф, верхова їзда).
- 5. Туніс (туніський літній туризм — це 1200 кілометрів пляжів, сотні сучасних готелів, джерела термальних вод, на яких засновані знамениті центри таласотерапії, і незвичайна безліч історичних пам'ятників).

В Україні найпопулярнішими місцями літнього туризму є Крим, Приазов'я, Карпати, Подніпров'я.